# Anna Brasi
Anna Brasi (* 31. August 1947 in Catanzaro) ist eine italienische Filmregisseurin und Drehbuchautorin.

## Leben
Brasi trat erstmals Ende der 1980er Jahre in Erscheinung und inszenierte bis ins neue Jahrtausend drei Filme nach eigenem Drehbuch, die allerdings unter eingeschränkter Distribution litten. Ihr Debütfilm von 1988, Angela come te, widersetzte sich dabei den Stereotypen der normalen Sehgewohnheiten. Für diesen Film erhielt sie den Preis des besten Films eines Neulings beim Festival Internacional de Cine Cinema Jove.

## Filmografie
- 1988: Angela come te
- 1995: La dame du jeu
- 2000: Incontri di primavera[5]